# Tienfala
Tienfala est une localité et une commune rurale du Mali, chef-lieu d'arrondissement dans le cercle et la région de Koulikoro.

## Villages
La commune s'étend sur 16 localités relevées lors du recensement général de 2009. 
Les villages les plus peuplés sont :
- Tienfala Gare (1 531 habitants) ;
- Manambougou (1 198 habitants) ;
- Diogo (656 habitants).